# Louletano-Loulé Concelho
L'equip Aviludo-Louletano-Uli (codi UCI: ALU) és un equip de ciclisme portuguès de categoria continental.
El Centro de Ciclismo de Loulé es va crear el 1982 amb seu a Loulé a l'Algarve. L'equip professional es va crear el 2004, i l'any següent, a partir de la creació dels circuits continentals, va competir principalment al calendari de l'UCI Europa Tour.
El 2011 i 2012, l'equip va tenir categoria amateur.

## Principals resultats
- Volta a Extremadura: Nuno Marta (2007)
- Pujada al Naranco: Santi Pérez (2010)
- Trofeu Joaquim Agostinho: João Benta (2015)
- Clàssica Aldeias do Xisto: Vicente García de Mateos (2017)

### A les grans voltes
- Giro d'Itàlia
  - 0 participacions
- Tour de França
  - 0 participacions
- Volta a Espanya
  - 0 participacions

## Composició de l'equip
| \| Llista de l'equip 2016 \| Llista de l'equip 2016 \| Llista de l'equip 2016 \| Llista de l'equip 2016 \| \| Ciclista \| Data de naixement \| Equip previ \| \| \| ---------------------------------- \| ---------------------- \| ------------------------------ \| ---------------------- \| \| João Benta \| 21 de desembre de 1986 \| \| \| \| Cristian Cañada \| 23 de març de 1991 \| \| \| \| José de Segovia \| 23 de octubre de 1982 \| \| \| \| André Evangelista \| 31 de gener de 1996 \| \| \| \| Vicente García de Mateos Rubio \| 19 de setembre de 1988 \| Matrix Powertag (2013) \| \| \| Francisco Cantero \| 7 de agost de 1990 \| \| \| \| Micael Isidoro \| 12 de agost de 1982 \| Fercase-Rota dos Móveis (2008) \| \| \| Samuel Magalhães \| 18 de març de 2025 \| \| \| \| José Moreno Sánchez \| 18 de novembre de 1993 \| \| \| \| Sandro Pinto \| 20 de febrer de 1988 \| Efapel-Glassdrive (2013) \| \| \| Miguel Pires (30 de abr–31 de des) \| 18 de març de 2025 \| \| \| \| Rui Rodrigues \| 15 de gener de 1992 \| \| \| \| André Silva \| 18 de març de 2025 \| \| \| \| Eloy Teruel Rovira \| 20 de novembre de 1982 \| Jamis-Hagens Berman (2014) \| \| \| \| \| \| \| \| Font: ProCyclingStats \| \| \| \| |                        |                                |  |
| Llista de l'equip 2016 |                        |                                |  |
| Ciclista | Data de naixement      | Equip previ                    |  |
| João Benta | 21 de desembre de 1986 |                                |  |
| Cristian Cañada | 23 de març de 1991     |                                |  |
| José de Segovia | 23 de octubre de 1982  |                                |  |
| André Evangelista | 31 de gener de 1996    |                                |  |
| Vicente García de Mateos Rubio | 19 de setembre de 1988 | Matrix Powertag (2013)         |  |
| Francisco Cantero | 7 de agost de 1990     |                                |  |
| Micael Isidoro | 12 de agost de 1982    | Fercase-Rota dos Móveis (2008) |  |
| Samuel Magalhães | 18 de març de 2025     |                                |  |
| José Moreno Sánchez | 18 de novembre de 1993 |                                |  |
| Sandro Pinto | 20 de febrer de 1988   | Efapel-Glassdrive (2013)       |  |
| Miguel Pires (30 de abr–31 de des) | 18 de març de 2025     |                                |  |
| Rui Rodrigues | 15 de gener de 1992    |                                |  |
| André Silva | 18 de març de 2025     |                                |  |
| Eloy Teruel Rovira | 20 de novembre de 1982 | Jamis-Hagens Berman (2014)     |  |
| |                        |                                |  |
| Font: ProCyclingStats |                        |                                |  |

| \| Llista de l'equip 2017 \| Llista de l'equip 2017 \| Llista de l'equip 2017 \| Llista de l'equip 2017 \| \| Ciclista \| Data de naixement \| Equip previ \| \| \| ------------------------------------------------- \| ---------------------- \| ----------------------------------- \| ---------------------- \| \| Nuno Almeida \| 10 de octubre de 1991 \| Efapel (2016) \| \| \| Cristian Cañada \| 23 de març de 1991 \| \| \| \| David de la Fuente Rasilla \| 4 de maig de 1981 \| Sporting-Tavira (2016) \| \| \| André Evangelista \| 31 de gener de 1996 \| \| \| \| Hélder Ferreira \| 15 de febrer de 1991 \| Efapel (2016) \| \| \| Raúl García de Mateos Rubio (1 de gen–31 de maig) \| 5 de juliol de 1982 \| Andorra-Grandvalira (2013) \| \| \| Vicente García de Mateos Rubio \| 19 de setembre de 1988 \| Matrix Powertag (2013) \| \| \| Óscar Hernández \| 12 de setembre de 1992 \| Massi-Kuwait Cycling Project (2016) \| \| \| Iúri Jorge \| 19 de maig de 1991 \| \| \| \| João Letras \| 31 de agost de 1991 \| \| \| \| Luís Mendonça \| 16 de gener de 1986 \| \| \| \| Pedro Paulinho \| 27 de maig de 1990 \| LA Alumínios-Antarte (2016) \| \| \| Rui Rodrigues \| 15 de gener de 1992 \| \| \| \| Sandro Pinto \| 20 de febrer de 1988 \| Efapel-Glassdrive (2013) \| \| \| \| \| \| \| \| Fonts: ProCyclingStats Cycling Quotient \| \| \| \| |                        |                                     |  |
| Llista de l'equip 2017 |                        |                                     |  |
| Ciclista | Data de naixement      | Equip previ                         |  |
| Nuno Almeida | 10 de octubre de 1991  | Efapel (2016)                       |  |
| Cristian Cañada | 23 de març de 1991     |                                     |  |
| David de la Fuente Rasilla | 4 de maig de 1981      | Sporting-Tavira (2016)              |  |
| André Evangelista | 31 de gener de 1996    |                                     |  |
| Hélder Ferreira | 15 de febrer de 1991   | Efapel (2016)                       |  |
| Raúl García de Mateos Rubio (1 de gen–31 de maig) | 5 de juliol de 1982    | Andorra-Grandvalira (2013)          |  |
| Vicente García de Mateos Rubio | 19 de setembre de 1988 | Matrix Powertag (2013)              |  |
| Óscar Hernández | 12 de setembre de 1992 | Massi-Kuwait Cycling Project (2016) |  |
| Iúri Jorge | 19 de maig de 1991     |                                     |  |
| João Letras | 31 de agost de 1991    |                                     |  |
| Luís Mendonça | 16 de gener de 1986    |                                     |  |
| Pedro Paulinho | 27 de maig de 1990     | LA Alumínios-Antarte (2016)         |  |
| Rui Rodrigues | 15 de gener de 1992    |                                     |  |
| Sandro Pinto | 20 de febrer de 1988   | Efapel-Glassdrive (2013)            |  |
| |                        |                                     |  |
| Fonts: ProCyclingStats Cycling Quotient |                        |                                     |  |

## Classificacions UCI
Fins al 1998 els equips ciclistes es trobaven classificats dins l'UCI en una única categoria. El 1999 la classificació UCI per equips es dividí entre GSI, GSII i GSIII. D'acord amb aquesta classificació els Grups Esportius I són la primera categoria dels equips ciclistes professionals. La següent classificació estableix la posició de l'equip en finalitzar la temporada.
| Temporada | Classificació per equips | Millor ciclista en la classificació individual |
| --------- | ------------------------ | ---------------------------------------------- |
| 2004      | 64è (GSIII)              | Ramón Zaragoza (327è)                          |

A partir del 2005, l'equip participa en els Circuits continentals de ciclisme. La taula presenta les classificacions de l'equip al circuit, així com el millor ciclista individual.
UCI Àfrica Tour
| Temporada | Classificació per equips | Millor ciclista en la classificació individual |
| --------- | ------------------------ | ---------------------------------------------- |
| 2009      | 18è                      | Pedro Lopes (103è)                             |

UCI Amèrica Tour
| Temporada | Classificació per equips | Millor ciclista en la classificació individual |
| --------- | ------------------------ | ---------------------------------------------- |
| 2013      | 27è                      | Carlos Oyarzún (97è)                           |

UCI Àsia Tour
| Temporada | Classificació per equips | Millor ciclista en la classificació individual |
| --------- | ------------------------ | ---------------------------------------------- |
| 2014      | 83è                      | Vicente García de Mateos (427è)                |

UCI Europa Tour
| Temporada | Classificació per equips | Millor ciclista en la classificació individual |
| --------- | ------------------------ | ---------------------------------------------- |
| 2005      | 90è                      | César Quiterio (235è)                          |
| 2006      | 77è                      | César Quiterio (312è)                          |
| 2007      | 56è                      | André Moreira Vital (43è)                      |
| 2008      | 85è                      | Pablo de Pedro (310è)                          |
| 2009      | 26è                      | João Cabreira (235è)                           |
| 2010      | 41è                      | Santi Pérez (88è)                              |
| 2013      | 94è                      | Carlos Oyarzún (481è)                          |
| 2014      | 92è                      | Vicente García de Mateos (426è)                |
| 2015      | 62è                      | João Benta (255è)                              |
| 2016      | 73è                      | Vicente García de Mateos (308è)                |
| 2017      | 64è                      | Vicente García de Mateos (106è)                |